# الرجم (العدين)

تعديل مصدري - تعديل

الرجم محلة تابعة لقرية الوعرة، التابعة لعزلة خباز بمديرية العدين إحدى مديريات محافظة إب في الجمهورية اليمنية.، بلغ تعداد سكانها 31 حسب تعداد اليمن لعام 2004.